# 西洞村
西洞村（にしぼらむら）はかつて岐阜県郡上郡に存在した村である。
現在の郡上市高鷲町西洞に該当する。

## 歴史
- 1874年（明治7年） - 西洞村を鷲見西洞（すみにしぼら）村に改称する[1]。
- 1875年（明治8年）1月 - 鷲見村、鷲見西洞村と鷲見村が合併し、鷲見村となる。
- 1882年（明治15年） - 鷲見村から旧・鷲見西洞村が分立。西洞村となる。
- 1889年（明治22年）7月1日 - 町村制により、西洞村が発足。
- 1897年（明治30年）4月1日 - 鮎立村、大鷲村、鷲見村と合併し、高鷲村発足。同日西洞村は廃止。